# Josep Graells
Josep Graells, född 1 februari 1964, är en andorransk friidrottare. Han deltog vid olympiska sommarspelen 1988.